# Glasdon Group
Glasdon Group, Ltd., fundada el 1987 a Blackpool (Regne Unit), és una empresa britànica activa en el sector del mobiliari urbà i els mòduls prefabricats. Està present en diferents països a través de diverses filials: Glasdon UK Limited (Regne Unit), Glasdon Manufacturing Limited (Regne Unit), Glasdon International Limited (altres), Glasdon Europe Sarl (França, Benelux i Espanya), Glasdon Sverige AB (Suècia i Noruega) i Glasdon GmbH (Alemanya, Polònia, Suïssa, Àustria i la República Txeca). És el líder de mercat d'Europa en el seu sector.